# Grammy Award du producteur de l'année
Le Grammy Award du producteur de l'année (Producer Of The Year, Non-Classical) est une récompense décernée lors des cérémonies annuelles des Grammy Awards décernée au producteur musical de l'année.

## Lauréats
| Année | Producteur récompensé                                                       |
| ----- | --------------------------------------------------------------------------- |
| 1975  | Thom Bell                                                                   |
| 1976  | Arif Mardin                                                                 |
| 1977  | Stevie Wonder                                                               |
| 1978  | Peter Asher                                                                 |
| 1979  | Bee Gees, Albhy Galuten et Karl Richardson                                  |
| 1980  | Larry Butler                                                                |
| 1981  | Phil Ramone                                                                 |
| 1982  | Quincy Jones                                                                |
| 1983  | Toto                                                                        |
| 1984  | Michael Jackson et Quincy Jones                                             |
| 1985  | David Foster (égalité), Lionel Richie et James Anthony Carmichael (égalité) |
| 1986  | Phil Collins et Hugh Padgham                                                |
| 1987  | Jimmy Jam et Terry Lewis                                                    |
| 1988  | Narada Michael Walden                                                       |
| 1989  | Neil Dorfsman                                                               |
| 1990  | Peter Asher                                                                 |
| 1991  | Quincy Jones                                                                |
| 1992  | David Foster                                                                |
| 1993  | Brian Eno & Daniel Lanois (égalité), L.A. Reid et Babyface (égalité)        |
| 1994  | David Foster                                                                |
| 1995  | Don Was                                                                     |
| 1996  | Babyface                                                                    |
| 1997  | Babyface                                                                    |
| 1998  | Babyface                                                                    |
| 1999  | Rob Cavallo                                                                 |
| 2000  | Walter Afanasieff                                                           |
| 2001  | Dr. Dre                                                                     |
| 2002  | T-Bone Burnett                                                              |
| 2003  | Arif Mardin                                                                 |
| 2004  | The Neptunes                                                                |
| 2005  | John Shanks                                                                 |
| 2006  | Steve Lillywhite                                                            |
| 2007  | Rick Rubin                                                                  |
| 2008  | Mark Ronson                                                                 |
| 2009  | Rick Rubin                                                                  |
| 2010  | Brendan O’Brien                                                             |
| 2011  | Danger Mouse                                                                |
| 2012  | Paul Epworth                                                                |
| 2013  | Dan Auerbach                                                                |
| 2014  | Pharrell Williams                                                           |
| 2015  | Max Martin                                                                  |
| 2016  | Jeff Bhasker                                                                |
| 2017  | Greg Kurstin                                                                |
| 2018  | Greg Kurstin                                                                |
| 2019  | Pharrell Williams                                                           |
| 2020  | Finneas O’Connell                                                           |
| 2021  | Andrew Watt                                                                 |
| 2022  | Jack Antonoff                                                               |
| 2023  | Jack Antonoff                                                               |
| 2024  | Jack Antonoff                                                               |
| 2025  | Daniel Nigro                                                                |